# Олочі
Олочі́ (рос. Олочи) — село у складі Нерчинсько-Заводського району Забайкальського краю, Росія. Адміністративний центр та єдиний населений пункт Олочинського сільського поселення.

## Населення
Населення — 372 особи (2010; 378 у 2002).
Національний склад (станом на 2002 рік):
- росіяни — 98 %